# Il fuggiasco (serie televisiva)
Il fuggiasco (The Fugitive) è una serie televisiva andata in onda negli Stati Uniti d'America sul canale ABC per quattro stagioni, dal 1963 al 1967, per un totale di 120 episodi.

## Episodi
| Stagione         | Episodi | Prima TV originale | Prima TV Italia |
| ---------------- | ------- | ------------------ | --------------- |
| Prima stagione   | 30      | 1963-1964          | 1965 (parz.)    |
| Seconda stagione | 30      | 1964-1965          | 1969 (parz.)    |
| Terza stagione   | 30      | 1965-1966          | 1969 (parz.)    |
| Quarta stagione  | 30      | 1966-1967          | 1969 (parz.)    |

## Produzione
Protagonisti della serie, candidata ai Golden Globe nel 1967, sono David Janssen, vincitore del Golden Globe per la miglior star televisiva maschile nel 1966, nei panni del dott. Richard Kimble, e Barry Morse, che interpreta il tenente Gerard perennemente sulle tracce di Kimble. Le prime tre stagioni della serie furono girate in bianco e nero, la quarta invece è a colori.

## Distribuzione
In Italia la Rai mandò in onda solo 14 dei 120 episodi prodotti. Tali episodi furono divisi in due parti: la prima di 6 episodi, trasmessi tra il 2 giugno e il 15 luglio 1965 e tutti tratti dalla prima stagione, e la seconda di 8 episodi, trasmessi tra il 12 ottobre e il 30 novembre 1969 e tratti dalle quattro stagioni e compreso l'episodio finale.

## Accoglienza
L'ultimo episodio della serie, trasmesso negli Stati Uniti il 29 agosto 1967, ottenne un record d'ascolto che rimase fino al 1976 con il 72% di share. Tale primato venne superato soltanto nel 1980 dall'episodio di Dallas in cui veniva rivelata l'identità dell'attentatore di J.R. Ewing Jr.

## Remake
La serie è stata d'ispirazione nel 1993 per l'acclamato film Il fuggitivo, con Harrison Ford nei panni del protagonista, e nel 2000 per un'altra serie, tuttavia di breve durata, intitolata anch'essa Il fuggitivo e con Timothy Daly nel ruolo di Kimble.